# Pádly Aladár
Pádly Aladár (Budapest, 1881. április 7. – Veresegyház, 1949. november 25. festőművész.

## Életrajz
Budapesten és külföldön tanult. Az első világháború során hadifogságba került, majd később Veresecsagin orosz festőművész szamarkandi festőiskolájában folytatta tanulmányait. Képeit először 1921-ben mutatta be első ízben a Nemzeti Szalonban, majd ugyanitt 1924-ben és 1929-ben szerepeltek művei tárlatokon. A Magyar Nemzeti Galéria is őrzi egyik festményét, számos műve veresegyházi témájú.